# Can Miquel de les Planes
Can Miquel de les Planes és una masia de Gelida (Alt Penedès) protegida com a Bé Cultural d'Interès Local.

## Descripció
Masia construïda a l'any 1618, segons la data gravada a la llinda de la finestra central amb l'anagrama de Jesús, de planta rectangular i un cos, també rectangular, afegit a finals del segle passat, ambdós coberts a dues vessants, constant de planta i un pis. Cal esmentar el rellotge de sol, refet, el pati enmurallat i el portal dovellat de l'entrada principal. En els darrers temps ha estat restaurada una part de la casa, retornant-li el regust de segles passats, amb mobiliari i decoració escaient.